# Иван Петров (футболист, р. 1955)
Вижте пояснителната страница за други личности с името Иван Петров.
Иван Петров е български футболист, национален състезател, нападател. Роден е на 4 август 1955 г. в село Старо Оряхово, Варненско.

## Спортна биография
Иван Петров е играл за Спартак (Варна) (1974 – 1986 и 1989 – 1990), Етникос Ахнас (1986 – 1987), Черно море (1987 – 1989 и 1990 – 1991), Рабат Аякс (1988 – 1989). Има 136 мача с 31 гола в А група (130 мача с 30 гола за Спартак Вн и 6 мача с 1 гол за Черно море) и 241 мача с 83 гола в Б група (198 мача със 71 гола за Спартак Вн и 43 мача с 12 гола за Черно море).
Има 6 мача и 1 гол за А националния отбор.
След края на състезателната си кариера, Петров основава първата частна футболна школа в България – Феърплей (Варна). Това се случва на 1 септември 1992 г. Школата просъществува 12 години, като в нея израстват редица професионални футболисти като Живко Бояджиев, Венцислав Маринов, Иван Найденов и Тодор Радомиров. През 2004 г. за кратко е старши треньор на Спартак (Варна).

## Обществена дейност
През 2011 г. се кандидатира за кмет на Варна. През 2015 г. става кмет на родното си село Старо Оряхово.

## Статистика по сезони
| Сезон    | Отбор        | Първенство             | Мачове | Голове |
| -------- | ------------ | ---------------------- | ------ | ------ |
| 1974/75  | Спартак (Вн) | Б група                | 33     | 13     |
| 1975/76  | Спартак (Вн) | А група                | 21     | 3      |
| 1976/77  | Спартак (Вн) | А група                | 20     | 4      |
| 1977/78  | Спартак (Вн) | А група                | 30     | 6      |
| 1978/79  | Спартак (Вн) | Б група                | 38     | 11     |
| 1979/80  | Спартак (Вн) | Б група                | 36     | 10     |
| 1980/81  | Спартак (Вн) | Б група                | 36     | 15     |
| 1981/82  | Спартак (Вн) | Б група                | 41     | 16     |
| 1982/83  | Спартак (Вн) | А група                | 21     | 8      |
| 1983/84  | Спартак (Вн) | А група                | 0      | 0      |
| 1984/85  | Спартак (Вн) | А група                | 13     | 2      |
| 1985/86  | Спартак (Вн) | А група                | 25     | 7      |
| 1986/87  | Етникос Ахна | Кипърска Първа Дивизия | ?      | ?      |
| 1987/88  | Черно море   | Б група                | 30     | 12     |
| 1988/ес. | Черно море   | А група                | 3      | 1      |
| 1988/89  | Аякс Рабат   | Малтийска Премиер Лига | ?      | ?      |
| 1989/пр. | Черно море   | А група                | 3      | 0      |
| 1989/90  | Спартак (Вн) | Б група                | 14     | 6      |
| 1990/91  | Черно море   | Б група                | 13     | 0      |

- Включени са само мачовете от първенството.